# Навал висадженої гірничої маси
Навал висадженої гірничої маси, розвал висадженої гірничої маси (рос. навал (развал) взорванной горной массы, англ. disin-tegration of broken rock; нім. hereingesprengtes Haufwerk n der Bergmassen) – розташування на робочому майданчику гірничої маси, роздробленої та обваленої вибухом шпурових, свердловинних або камерних зарядів; ширина і висота Н.в.г.м. поряд з грудкуватістю є основним параметром, що впливають на продуктивність екскаваторів при прибиранні гірничої маси.